# Tudo por Nada
Tudo por Nada é uma canção do álbum O Amor Me Escolheu de Paulo Ricardo, lançado em 1997 e usada na abertura da telenovela do SBT Pérola Negra, em 1998.
A canção é uma versão da música romântica My Heart Can't Tell You No, composta por Dennis Morgan e Simon Climie e interpretada por Rod Stewart.